# Avarice

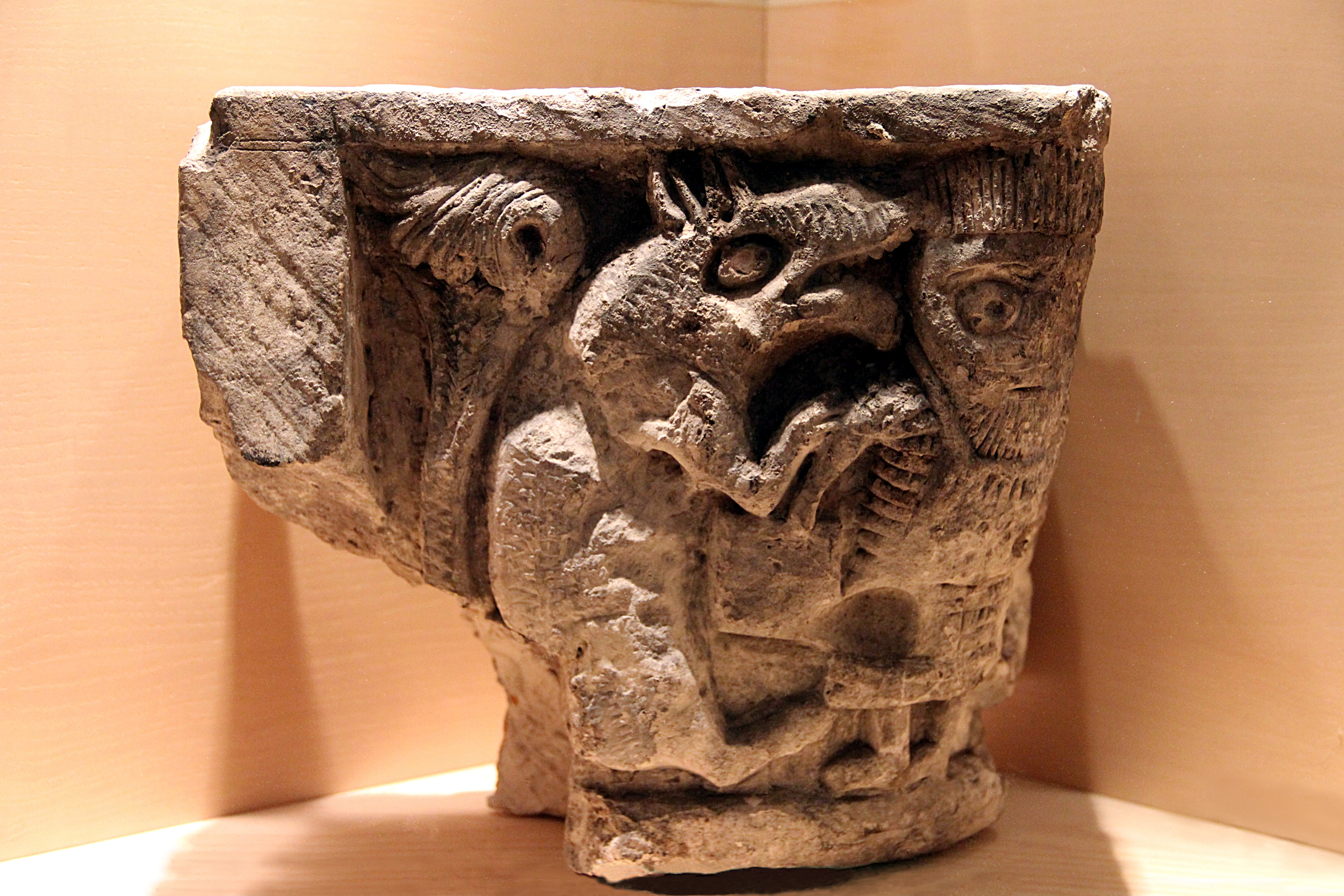
L'avarice représentée sur un chapiteau sculpté orné d'un animal fantastique en train de s'attaquer à un homme ayant thésaurisé. - Musée des Beaux-Arts d'Arras.

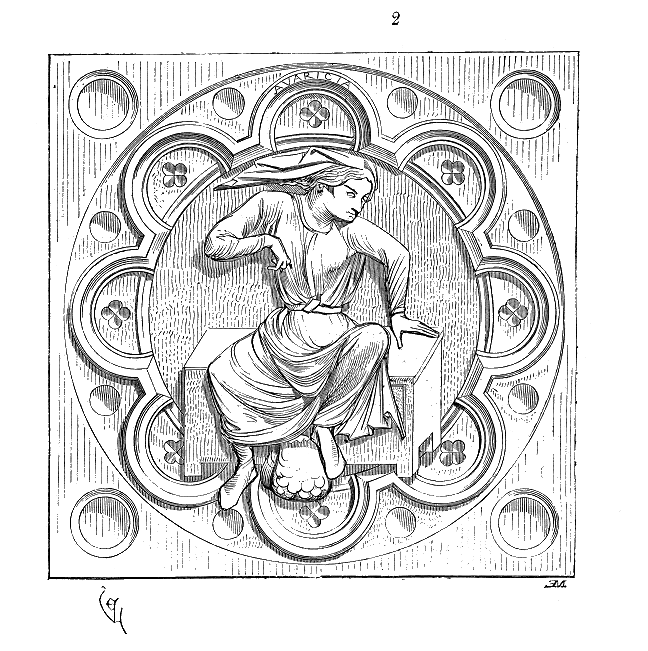
L'Avarice personnifiée : les cheveux épars sous un lambeau d'étoffe, la main droite crispée, crochue, elle est assise sur un coffre qu'elle a fermé de la main gauche ; sous ses pieds, des sacs pleins d'écus. Gravure de Viollet-le-Duc (panneau de la cathédrale de Sens)

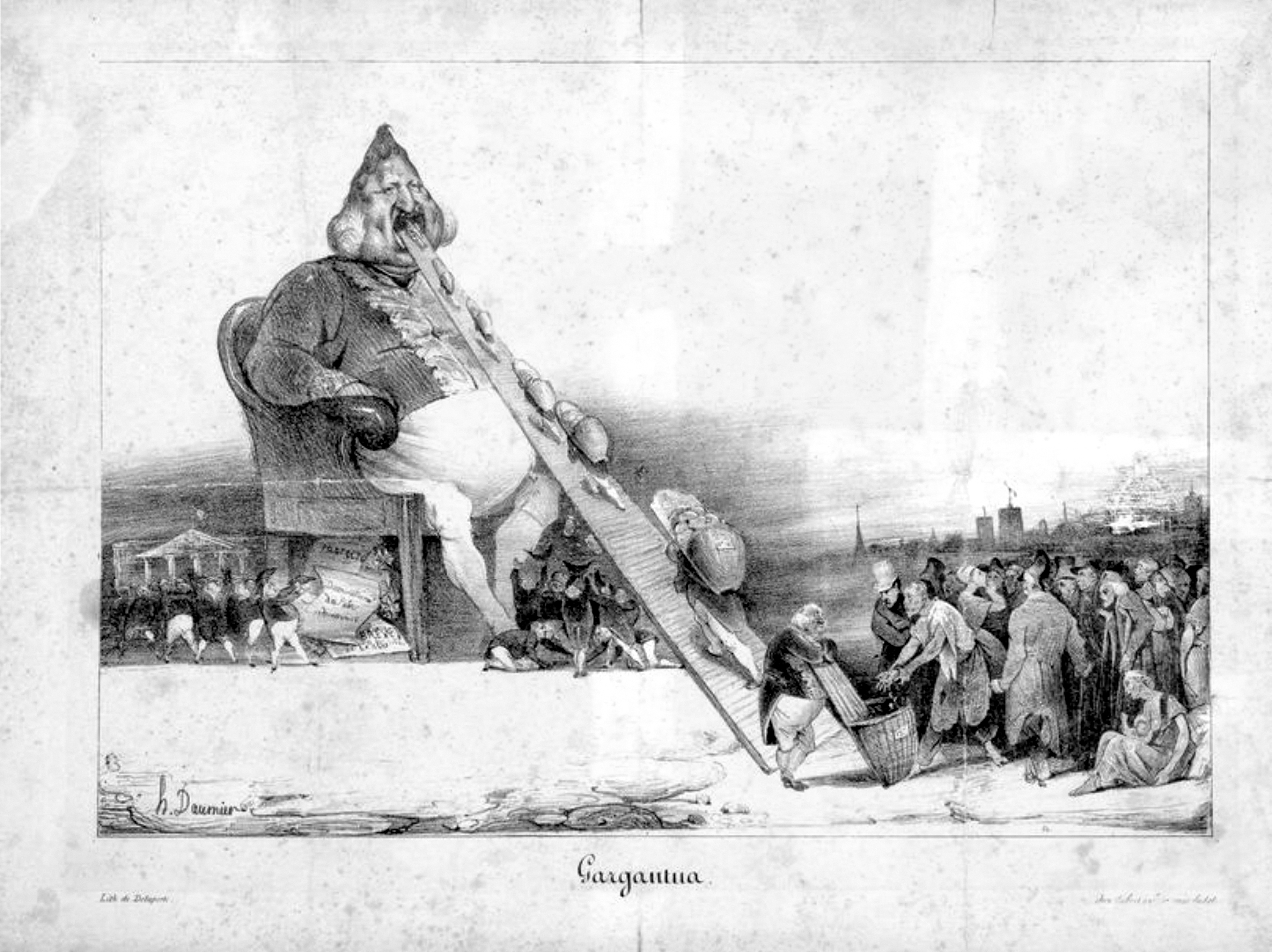
Gargantua, lithographie d'Honoré Daumier: caricature contre le roi Louis-Philippe Ier

L’avarice est un état d’esprit qui consiste à ne pas vouloir se séparer de ses biens et richesses. L'avarice est l'un des sept péchés capitaux définis par le catholicisme à partir des interprétations d'écrits du Père de l'Église (saint Augustin) sur la généalogie du péché. Elle peut se traduire par une thésaurisation complète d’argent, sans aucune volonté de le dépenser un jour. À l'extrême limite, l'avare se prive de tout pour ne manquer de rien.

## Histoire dans la pensée

### Dans la philosophie grecque
L'avarice était vue négativement chez les philosophes grecs de l'antiquité. Le terme de Pléonexie est utilisé par Platon.
Le philosophe grec Théophraste distingue avarice (μικρολογία) de radinerie (μικροφιλοτιμία) : l'avarice est une épargne excessive ; la radinerie est un manque de prodigalité.

### Dante
Parmi les Cercles de l'Enfer de Dante, le quatrième est celui de l'avarice.

### Rousseau
Rousseau recommande dans L'Émile de ne pas imiter l'avare : « ne faites donc pas comme l'avare, qui perd beaucoup pour ne vouloir rien perdre ».

### Balzac
Pour Honoré de Balzac, « quand l’avarice se propose un but, elle cesse d’être un vice, elle est le moyen d’une vertu, ses privations excessives deviennent de continuelles offrandes, elle a enfin la grandeur de l’intention cachée sous ses petitesses ».

### Schmitt
Pour Éric-Emmanuel Schmitt, les personnages avares sont fréquents dans la littérature du XIXe siècle mais plus rares au XXe siècle. Il explique cela par le phénomène de la déchristianisation et celui de l'industrialisation et du développement du capitalisme : la notion de charité s'efface et voir dans les personnes simplement de la force de travail se banalise, l'avare devient moins sujet à moquerie.

## Dans le catholicisme
L'avarice est un péché lorsque l'argent est accumulé pour l'argent, et qu'il prend le pas sur soi-même et les relations avec les autres. Ce n'est pas la possession d'argent ou de biens matériels elle-même qui est en cause, mais d'oublier que les biens ont été confiés par Dieu.
Pour Grégoire le Grand, les conséquences de l'avarice sont l'insensibilité du cœur, l'inquiétude dans la possession, la violence dans l'appropriation, le vol et la trahison.

## Dans l'islam
L'avare est celui qui refuse de s'acquitter de l'aumône.

## Régionalismes
Différents onomastismes sont employés selon les régions géographiques pour nommer les avares. Au Québec, le nom de Séraphin, personnage de Claude-Henri Grignon, est passé dans le langage populaire comme synonyme d'avare. Dire d'un homme qu'il est « un vrai séraphin » équivaut à dire qu'il est d'une grande avarice. En France, lorsqu'on dit de quelqu'un que c'est « un vrai harpagon » (en allusion à Harpagon de Molière), cela signifie aussi que c'est quelqu'un d’extrêmement avare. Aux États-Unis et au Royaume-Uni, c'est le nom scrooge, du personnage Ebenezer Scrooge, qui est employé (c’est aussi le nom anglais de Picsou.)

## Dans la fiction

### Personnages devenus archétypes
- Harpagon, personnage de la pièce de théâtre L'Avare (1668) de Molière.
- Ebenezer Scrooge, personnage du conte Un chant de Noël (1843) de Charles Dickens.
- Séraphin Poudrier, personnage du roman Un homme et son péché (1933) de Claude-Henri Grignon.
- Balthazar Picsou, personnage de la Walt Disney Company, créé par Carl Barks (1947).

### Autres personnages
- Une légende qui entoure Midas rapporte qu'il souhaita et obtint que tout ce qu'il touche se changeât en or. Il lui est alors impossible de manger, tout ce qu'il touche se changeant en or : son avarice va contre son intérêt[10].
- Monsieur et madame John Dashwood, personnages du roman Raison et Sentiments (1811) de Jane Austen.
- Félix Grandet, personnage du roman Eugénie Grandet (1834) d'Honoré de Balzac.
- Hermann et Mrs. Titbury, personnages du roman Le Testament d'un excentrique (1900) de Jules Verne.
- La veuve Mac'Miche, personnage du roman Un bon petit diable de la Comtesse de Ségur.
- Trina Sieppe, épouse Macteague, personnage dans le film Les Rapaces (1924) de Erich von Stroheim.
- Don Salluste, incarné par Louis de Funès dans le film La Folie des grandeurs (1971) de Gérard Oury.
- Urbain Donnadieu, incarné par Christian Clavier dans le film La Soif de l'or (1993) de Gérard Oury.
- Le roi Guinget, la reine et le prince Mirtil, personnages du conte Le Prince Tity de Jeanne-Marie Leprince de Beaumont.
- Gordon Gekko dans le film Wall Street fait la louange de l'avarice avec le slogan « greed is good » : « l'avarice est bonne »[11].

### Mangas
- Mammon (ou Viper) dans Katekyo Hitman Reborn.
- Dans le manga Judge de Yoshiki Tonogai, Rina, la jeune fille au masque de renard, représente l'Avarice.
- Dans le manga Fullmetal Alchemist de Hiromu Arakawa, l'un des sept homunculus représente l'Avarice. Son nom est Greed, qui signifie « avarice » en anglais.
- Dans le manga Nanatsu No Taizai, un groupe de chevaliers représentent les sept péchés capitaux. Parmi eux, Ban représente le péché de l'avarice.
- Dans le manga Saint Seiya de Masami Kuramada, ainsi que dans l'animé éponyme, dans la chapitre Hadès inferno (basé sur la divine comédie de Dante), la troisième prison des Enfers est dédiée aux âmes de ceux qui ont commis le péché de l'avarice. Pour l'éternité, ils doivent pousser des rochers dont la taille correspond au degré de cupidité du pécheur.
- Dans la light novel nommée re: zero Echidna représente la sorcière du péché de l'avarice

## Avarice cognitive
Selon le sociologue Gérald Bronner, la massification de l’information explique que les acteurs sociaux acceptent
certaines explications objectivement douteuses parce qu’elles paraissent pertinentes. En situation de concurrence, ces acteurs optent pour la proposition qui produit le plus d’effet cognitif possible pour le moindre effort mental. Ce processus est appelé « avarice cognitive » par Susan Fiske et Shelley Taylor (en).